# Hervormde kerk (Zwammerdam)
De Hervormde kerk is een kerkgebouw aan het Kerkplein 7 in Zwammerdam.

## Geschiedenis
De kerk is gebouwd in de 16e eeuw op de plek van een oudere kerk en moest na verwoesting in het rampjaar 1672 worden hersteld. In 1964 ondergingen de kerk en de toren een restauratie. Sinds 1972 is zowel de kerk als de toren als rijksmonument opgenomen in het monumentenregister.

## Beschrijving
De eenbeukige laatgotische kruiskerk heeft een vijfkantig gesloten koor. De houten tongewelven zijn voorzien van trekbalken. De toren heeft een boogfries van baksteen en een ingesnoerde torenspits. In de klokkenstoel hangt een luidklok uit 1682 die is gemaakt door G. Schimmel. Het mechanisch torenuurwerk is buiten gebruik gesteld.
In de kerk bevinden zich een eikenhouten preekstoel met lezenaar en twee kaarsenarmen (17e eeuw), een eikenhouten doophek met voorzangerslezenaar, een herenbank, een psalmbord (eind 17e eeuw) en een grafzerk en wapen uit 1680.

## Orgel
Het eenklaviers orgel werd in 1842 gemaakt door Hinderk Berends Lohman. De kas is in de stijl van de neobarok. In 1881 onderging het instrument wijzigingen en opnieuw in 1906, waarbij de toonhoogte werd gewijzigd door Gerrit van Leeuwen. Daarna werd het in 1957 ingrijpend gerestaureerd door de orgelbouwer Willem van Leeuwen, die onder meer de windvoorziening moderniseerde. Van 1976 tot 2016 was een elektronisch versterkte subbas aanwezig. In laatstgenoemd jaar werd het orgel gerestaureerd door de firma Verschueren. Het instrument heeft 11 registers en een aangehangen pedaal.

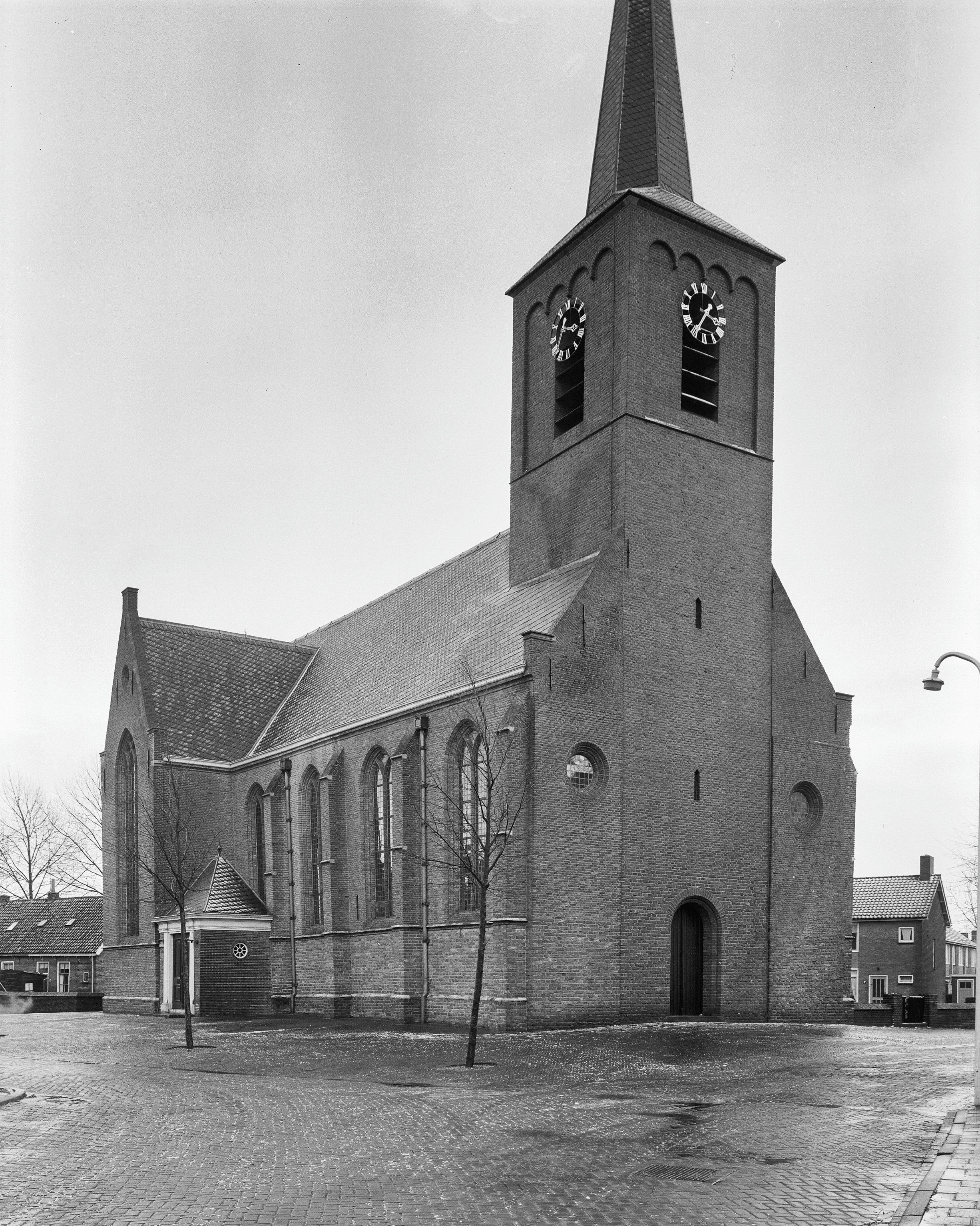
Noordzijde van de kerk
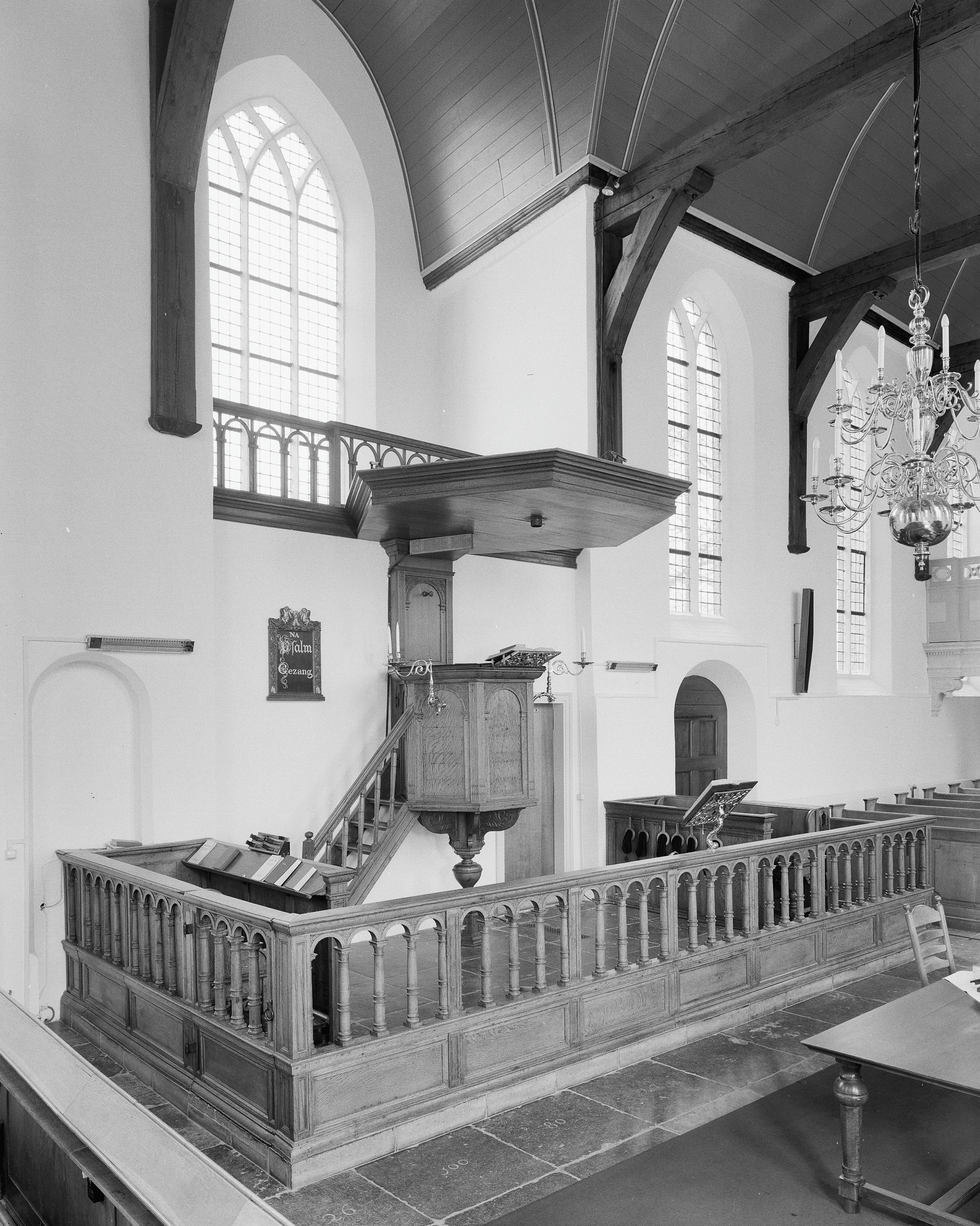
Preekstoel
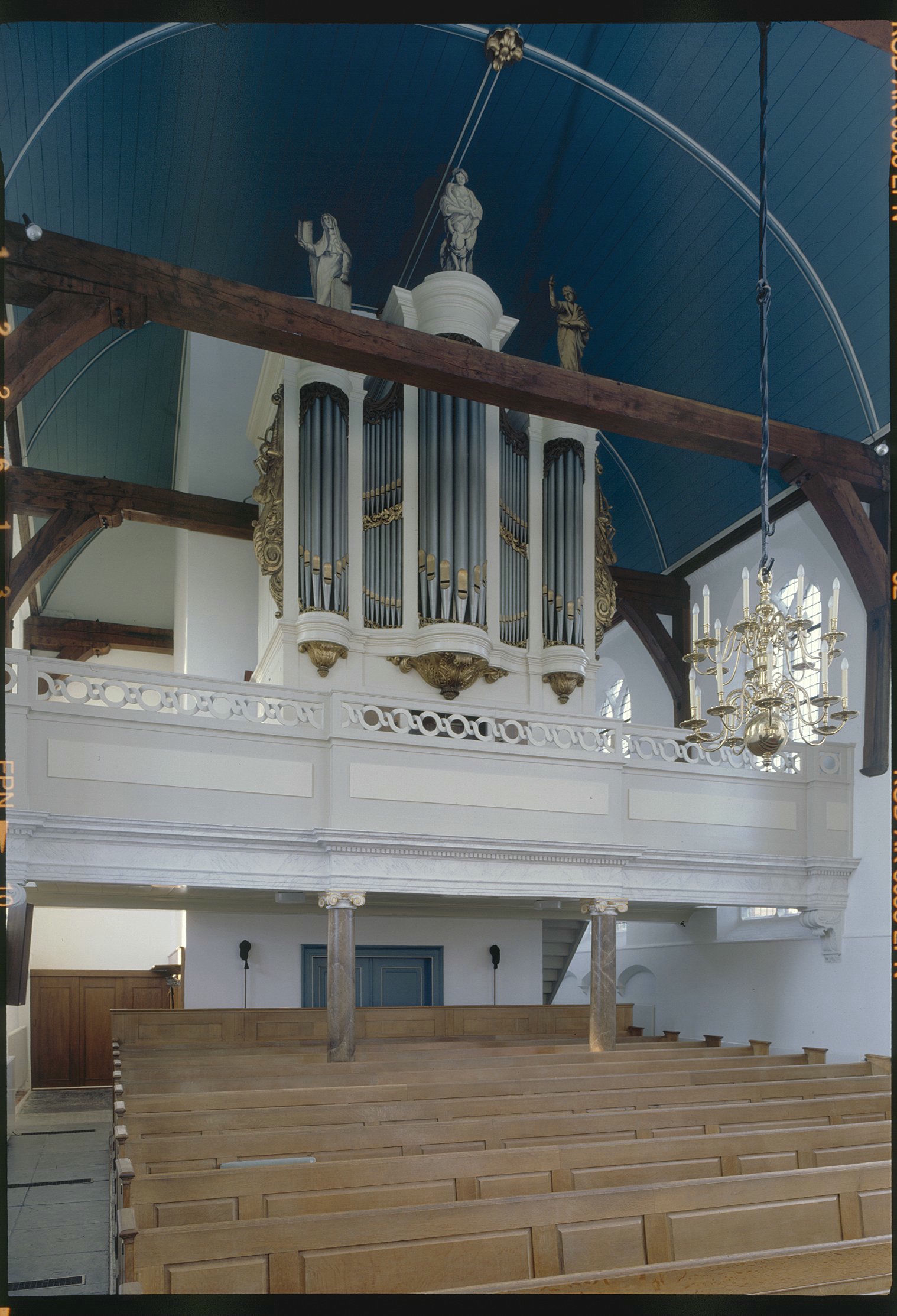
Het Lohman-kerkorgel
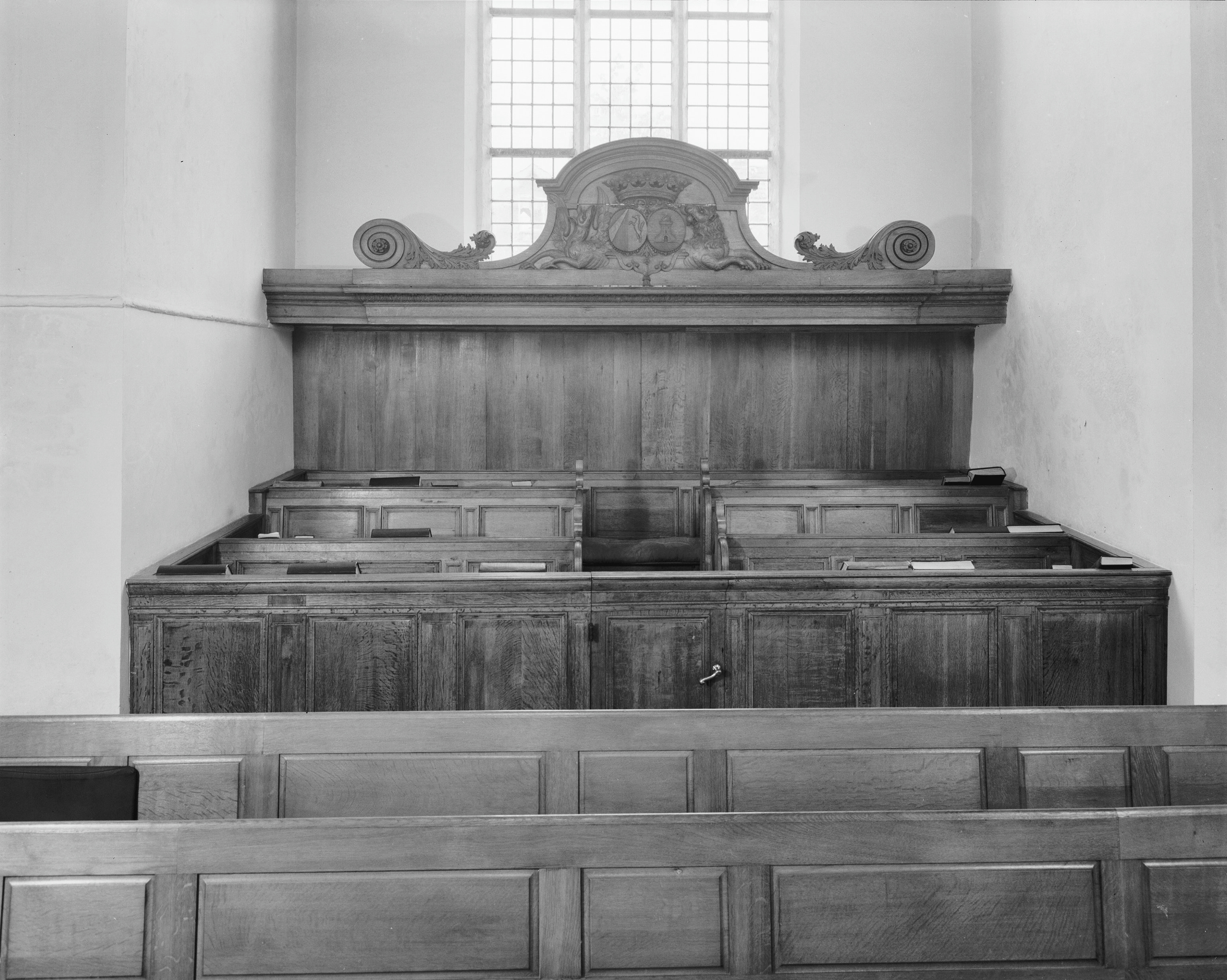
Herenbank